# Shōjotai
Shōjotai (少女隊, Shōjotai, ou Shojotai, Shojo Tai, Shojo-Tai, Shohjo Tai, Shohjo-Tai) est un groupe féminin de J-pop, créé en 1984. Il est composé de trois idoles japonaises, au départ: Reiko, Miho, et Chiiko; cette dernière est remplacée par Tomo en 1985. Le groupe se sépare en 1989, et Reiko Yasuhara continue une carrière d'actrice et de seiyū débutée en 1985. Shōjotai se reforme en 1999 le temps d'un single, une nouvelle version de leur premier single Forever, qui sert de thème à la série anime Jubei-chan dans laquelle joue Reiko.

## Membres
- Reiko: Reiko Yasuhara (安原麗子, Yasuhara Reiko?, née le 18 octobre 1969)
- Miho: Miho Aida (藍田美豊, Aida Miho?, née le 31 août 1969)
- Tomo: Tomoko Hikita (引田智子, Hikita Tomoko?, née le 3 novembre 1972), remplace Chiiko en 1985.

Ex-membre
- Chiiko: Chiiko Ichikawa (市川三恵子, Ichikawa Chiiko?, née le 8 décembre 1969), remplacée en 1985 par Tomo

## Discographie

### Singles
- Forever ~Gingam Check Story~ -  1984.08.28
- Ogenki desu ka? My Friend -  1985.01.10
- Sunao ni Natte Darling - 1985.04.03
- Nagisa no Dance Party -  1985.06.21
- Bye-Bye Girl -  1986.05.21
- Halley Romance -  1985.11.27
- Forever 2001 -  1985.12.21
- Motto Charleston -  1986.03.05
- Balance Sheet -  1986.10.01
- Kimi no Hitomi ni Koi shiteru -  1986.12.21
- Napoleon no Kushami -  1987.04.21
- SAKASAMA -  1987.10.26
- From Santa Clause Village -  1987.12.05
- Cherry Moon de Odorasete -  1988.03.25
- Korea (Japanese Version) -  1988.05.11
- Anniversary -  1989.02.01

- Forever -  1999.04.21 (thème de Jubei-chan)

### Albums
- Shojotaiphoon (少女隊PHOON?) - 84.08.28
- Shojotai Flamingo Island (少女隊フラミンゴIsland?) -  85.04.21
- Shojotai Adventure Island (少女隊アドベンチャーIsland?) -  85.07.31
- Shojotai Island (少女隊Island?) -  85.08.10
- UNTOUCHABLE -  86.02.25
- Are You Ready!? -  86.06.25
- FROM S -  86.08.28
- SUPER VARIO -  86.12.25
- ZOO -  87.05.25
- P-CAN -  87.12.05
- Fun Fan Fun -  89.3.1

### Compilations
- ABCD･･ -  1986.3.31
- SHOHJO-TAI THE BEST -  1986.12.05
- DO OUR BEST! -  1989.06.9
- TWIN BEST -  1997.03.19
- Golden Best (ゴールデン☆ベスト?) -  2004.11.17
- Golden Best - Shojotai Phonogram Single Collection -  2006.03.01
- Shojotai Best 10 (少女隊 ベスト10?) -  2007.01.27